# Rozdroże pod Cichą Równią
 Rozdroże pod Cichą Równią – przełęcz górska, położona na wysokości 943 m n.p.m., w południowo-zachodniej Polsce, w Górach Izerskich, w Sudetach Zachodnich.

## Położenie
Przełęcz położona w środkowo-wschodniej części Gór Izerskich w południowej części Wysokiego Grzbietu, około 2,5 km na północny zachód od miejscowości Jakuszyce, między Złotymi Jamami i Cichą Równią.

## Fizjografia
Rozdroże pod Cichą Równią to szeroka rozległa, słabo zaznaczona w terenie przełęcz, o łagodnych podejściach i skrzydłach. Malowniczo położona wśród lasu przełęcz, oddziela znajdujący się po południowej stronie masyw Cichej Równi od leżącego na północ od przełęczy masywu Wysokiej Kopy, najwyższego wzniesienia Gór Izerskich. Przełęcz stanowi ważny węzeł dróg leśnych w południowej części Wysokiego Grzbietu. Przez przełęcz prowadzą: Szklarska Droga, z którą krzyżuje się Dolny i Górny Dukt Końskiej Jamy oraz droga do Rozdroża pod Kopą. Otoczenie przełęczy stanowi niewielka polana, dalsze otoczenie przełęczy porasta młody świerkowy las.

## Turystyka
Przez przełęcz prowadzą szlaki turystyczne:
- niebieski szlak ze Świeradowa przez Polanę Izerską, Zwalisko  do Szklarskiej Poręby i dalej
- zielony z Rozdroża Izerskiego przez Zwalisko do Jakuszyc

W pobliżu przełęczy położone są dwa punkty widokowe - jeden przy Dolnym Dukcie Końskiej Jamy w kierunku Jakuszyc, drugi przy zielonym szlaku w kierunku południowym.
Na przełęczy jest miejsce odpoczynku z wiatą turystyczną.